# Magnoliaväxter
Magnoliaväxter (Magnoliaceae) är en växtfamilj som tillhör ordningen Magnoliales. Denna är varken placerad bland de enhjärtbladiga växterna eller trikolpaterna. Magnoliaväxterna indelades tidigare i flera olika släkten som sammanlagt består av omkring 230 arter, men DNA-baserade studier visar alla arter utom de två tulpanträden (släktet Liriodendron) bör föras till släktet Magnolia. De är träd och buskar vilka finns vildväxande i tempererade till tropiska områden i alla världsdelar utom Europa och Afrika.
Till skillnad från de flesta andra gömfröväxterna har magnoliaväxternas blommor inte separata kronblad och foderblad. En annan för magnoliaväxterna karaktäristisk egenskap är att alla blomdelar sitter i spiral. Detta anses visa att de är bland de mest primitiva, eller ursprungliga, av gömfröväxterna. Blommorna är radiärsymmetriska (aktinomorfa) och har vanligen ett stort antal ståndare. Frukten är en baljkapsel, ett bär eller en nöt.
Flera arter av magnoliaväxter används som prydnads- och trädgårdsväxter.

## Underfamiljer
Magnoliaväxterna kan delas in i två underfamiljer om fler än två släkten erkänns:
- Magnolioideae, vars mest välkända släkte är magnoliasläktet (Magnolia)
- Liriodendroidae, en underfamilj med endast ett släkte, tulpanträdsläktet Liriodendron.